# 't Vliegerke

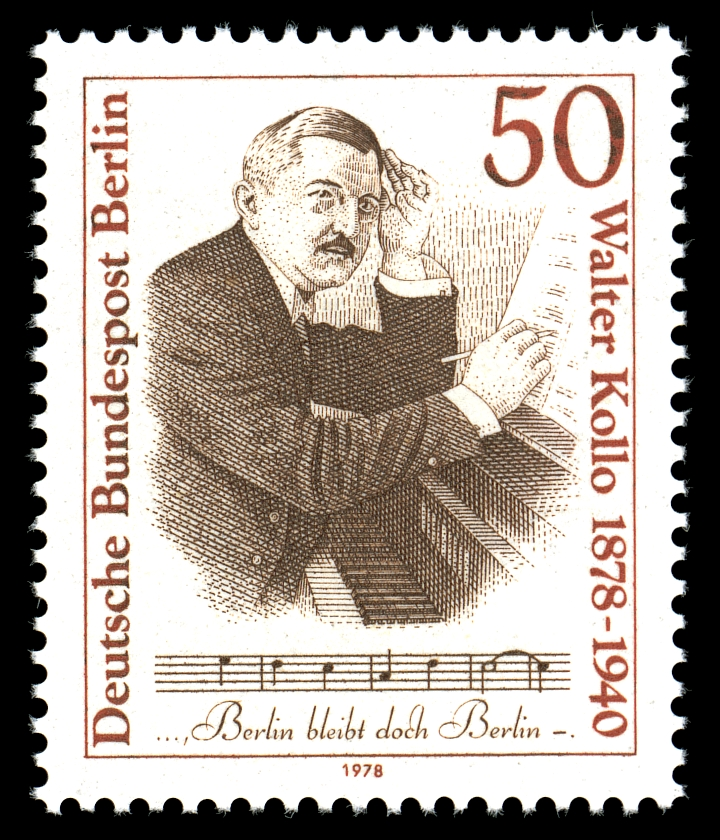
Walter Kollo componeerde de oorspronkelijke melodie

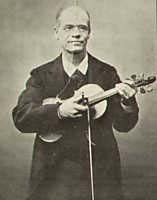
Karel Waeri schreef de Gentse tekst

 't Vliegerke  is een Gents volkslied, in 1971 vereeuwigd door Walter De Buck. De melodie is dezelfde als in het lied "Das war in Schöneberg, im Monat Mai" uit de operette "Wie einst im Mai" van Walter Kollo (1913). De tekst wordt toegeschreven aan Karel Waeri, die echter 15 jaar voor de creatie van de melodie overleed. Een andere mogelijke auteur is Apollinaire Lienart, een Gentbrugs dichter en liedjesschrijver die veelvuldig gebruik maakte van gekende melodieën uit operettes om er nieuwe, volkse teksten op te schrijven.
Het lied is uitgegroeid tot een traditional die onder meer door Gentse studentenclubs wordt gezongen op cantussen en door de supporters van KAA Gent voor en tijdens de wedstrijd.
De tekst is opgesteld in het Gents dialect en hieronder fonetisch weergegeven. Aan de oppervlakte is het een loflied op het vliegeren, maar het is niet mis te verstaan als een metafoor voor ontluikende seksualiteit.
Het refrein van het lied, dat hier niet volledig kan weergegeven worden, is:
Mee mijne vlieger
En zijne steert
Hij goit omhuuge
't Es 't ziene weert
'k Geve maar klêwe
Op mijn gemak
'k Hè nog drei bollekes
In mijne zak
Enkele verklarende woorden:
- Marblen is het volksspel knikkeren.
- Toppen is het volksspel tollen.
- Een koolmarchant is een verkoper van steenkool.
- Een cervolant is het Franse woord "cerf-volant" voor vlieger, hier in het Gents uitgesproken (niet te verwarren met "cervela", Gentse paardelookworst)
- Sjieke toebak is niet chique tabak, maar pruimtabak.
- Ik geve klêwe betekent dat hij het touw viert waaraan de vlieger vastgehouden wordt. Het touw zit tussen de handen immers verstrengeld in een "klauw". Telkens de klauw een slag draait, wordt het touw een stukje langer.
- Sint-Denijsplein is een voormalige vlakte (plaine) in Sint-Denijs-Westrem, waar later het vliegveld Sint-Denijs-Westrem werd gebouwd en zich nu Flanders Expo bevindt.